# Pankaj Kumar
Pankaj Kumar és un director de fotografia indi. És conegut pel seu treball en pel·lícules com Haider, Tumbbad i Ship of Theseus entre d'altres. Va guanyar el Filmfare Award a la millor fotografia per Tumbbad el 2019.

## Primers any
Va estudiar al Film and Television Institute of India.
Va completar els seus estudis a Kendriya Vidyalaya, Hakimpet, Secunderabad el 1993

## Carrera
Va debutar amb Ship of Theseus (2012) i posteriorment amb Haider (2014),  Talvar (2015) i Rangoon (2017).

## Filmografia
Com a director de fotografia
| Any  | Pel·líucla                   | Director(s)                   | Notes                      | Ref   |
| ---- | ---------------------------- | ----------------------------- | -------------------------- | ----- |
| 2006 | Continuum                    | Anand Gandhi i Khushboo Ranka | Curtmetratge; També editor |       |
| 2007 | Aditi Singh                  | Mickael Kummer                | Curtmetratge               |       |
| 2009 | Andheri                      | Sushrut Jain                  | Curtmetratge               |       |
| 2013 | Ship of Theseus              | Anand Gandhi                  | També guionista            | [ 3 ] |
| 2014 | Haider                       | Vishal Bhardwaj               |                            | [ 4 ] |
| 2015 | Talvar                       | Meghna Gulzar                 |                            |       |
| 2017 | Daddy                        | Ashim Ahluwalia               |                            |       |
| 2017 | Rangoon                      | Vishal Bhardwaj               |                            | [ 4 ] |
| 2017 | Kalachakra - L'éveil         | Fuchs Natalie                 | Documental                 |       |
| 2018 | Tumbbad                      | Rahi Anil Barve               |                            |       |
| 2019 | Judgementall Hai Kya         | Prakash Kovelamudi            |                            |       |
| 2020 | Raat Akeli Hai               | Honey Trehan                  |                            |       |
| 2020 | Unpaused                     | Raj & DK                      | Segment: "Glitch"          |       |
| 2021 | Atrangi Re                   | Aanand L. Rai                 |                            |       |
| 2022 | Brahmāstra: Part One - Shiva | Ayan Mukerji                  |                            |       |
| 2023 | The Tenant                   | Sushrut Jain                  |                            |       |
| 2023 | Farzi                        | Raj & DK                      | Sèrie d’Amazon Prime       | [ 5 ] |
| 2023 | Guns & Gulaabs               | Raj & DK                      | Netflix Series             |       |

## Premis i nominacions
Premis Filmfare
| Any  | Categoria         | treball              | Resultats |
| ---- | ----------------- | -------------------- | --------- |
| 2014 | Millor guió       | Ship of Theseus      | Nominat   |
| 2018 | Millor fotografia | Daddy                | Nominat   |
| 2018 | Millor fotografia | Rangoon              | Nominat   |
| 2019 | Millor fotografia | Tumbbad              | Guanyador |
| 2020 | Millor fotografia | Judgementall Hai Kya | Nominat   |

Screen Awards
| Any  | Categoria         | Treball         | Resultat  |
| ---- | ----------------- | --------------- | --------- |
| 2014 | Millor fotografia | Ship of Theseus | Nominat   |
| 2015 | Millor fotografia | Haider          | Nominat   |
| 2017 | Millor fotografia | Daddy           | Nominat   |
| 2018 | Millor fotografia | Rangoon         | Guanyador |
| 2019 | Millor fotografia | Tumbbad         | Guanyador |

Altres premis
| Any  | Premi                                                      | Categoria                                               | Treball         | Resultats |
| ---- | ---------------------------------------------------------- | ------------------------------------------------------- | --------------- | --------- |
| 2012 | Festival Internacional de Cinema de Bombai                 | Premi del Jurat Silver Gateway a l'Excel·lència Tècnica | Ship of Theseus | Guanyador |
| 2012 | Jagran Film Festival                                       | Millor fotografia                                       | Ship of Theseus | Guanyador |
| 2012 | Festival Internacional de Cinema de Tòquio                 | Premi a la millor contribució artística                 | Ship of Theseus | Guanyador |
| 2013 | Festival Internacional de Cinema de Transsilvània          | Millor Fotografia                                       | Ship of Theseus | Guanyador |
| 2018 | LI Festival Internacional de Cinema Fantàstic de Catalunya | Millor fotografia                                       | Tumbbad         | Guanyador |
| 2018 | FOI Online Awards                                          | Millor fotografia                                       | Tumbbad         | Guanyador |
| 2019 | Asian Film Awards                                          | Millor fotografia                                       | Tumbbad         | Nominat   |
| 2019 | Zee Cine Awards                                            | Millor fotografia                                       | Tumbbad         | Guanyador |
| 2019 | Critics Choice Film Awards                                 | Millor fotografia                                       | Tumbbad         | Guanyador |